# Jael (futebolista)
Jael Ferreira Vieira (Várzea Grande, 30 de outubro de 1988) é um futebolista brasileiro que atua como centroavante. Atualmente joga no Água Santa.

## Carreira

### Início
Em julho de 2008, o jogador de 1,86 m e 84 kg, então com dezenove anos, foi comprado por um grupo de investidores junto ao Criciúma e cedido ao Atlético Mineiro.

### Cruzeiro
Em 2009 foi novamente cedido, desta vez para o Cruzeiro. Sem chances no clube mineiro, onde não disputou sequer uma partida, preferiu se transferir para o Goiás.

### Goiás
No Goiás, sagrou-se campeão goiano em 2009.

### Bahia
Em 21 de julho de 2009, Jael foi anunciado como nova contratação do Bahia. Jael fez gols importantes pelo clube baiano, e rapidamente tornou-se um ídolo da torcida, fazendo com sua renovação fosse uma das principais prioridades para 2010.

### Kalmar
No começo de 2010, porém, acertou sua transferência por quatro anos ao Kalmar, da Suécia.

### Retorno ao Bahia
No dia 18 de maio de 2010, com pouquíssimas oportunidades na Suécia, retornou ao Bahia emprestado, tendo grande recepção dos torcedores no aeroporto.
Jael foi um dos destaques do time baiano na campanha que marcou seu retorno à elite do futebol brasileiro. No entanto, no início de 2011, o atacante do Bahia desentendeu-se com o gerente do clube, André Araújo, e acabou agredindo-o durante uma discussão. Tanto Jael como André foram afastados.

### Portuguesa
Poucos dias depois do incidente no Bahia, o atacante acertou a transferência por empréstimo para a Portuguesa.
Disputou o Campeonato Paulista pela Lusa, sendo o artilheiro da equipe com seis gols em dez jogos. O atacante ajudou o time a se classificar à segunda fase do Paulistão depois de 13 anos, marcando um importante gol aos 46 minutos do segundo tempo contra o Paulista de Jundiaí. Após isto, chegou a ser envolvido em especulações de transferência para o Santos.

### Flamengo
Em 18 de julho de 2011, a poucos dias do fechamento da janela de transferências, Jael teve a sua contratação anunciada pelo Flamengo, assinando por empréstimo de uma temporada. Realizou sua estreia no dia 30 de julho, contra o Grêmio, numa vitória por 2 a 0, válida pela 13ª rodada do Campeonato Brasileiro. Marcou seu primeiro gol pelo clube no dia 6 de agosto, garantindo o triunfo por 1 a 0 em um jogo apertado contra o Coritiba.

### Sport
Em fevereiro de 2012, após a contratação do experiente Vágner Love, Jael ficou sem espaço no ataque do Flamengo; assim, desligou-se do clube rubro-negro carioca para fechar com outro clube rubro-negro, o Sport. Anunciado no dia 6 de fevereiro, o jogador assinou um contrato de duas temporadas com o Leão.

### Seongnam
Após 19 jogos e cinco gols pelo Sport, o atacante acertou com o Seongnam, da Coreia do Sul, em julho de 2012.

### São Caetano
Foi anunciado pelo São Caetano no dia 7 de março de 2013, acertando por três anos com o clube paulista.

### Joinville
Para a temporada de 2014, foi emprestado ao Joinville e ajudou a equipe no acesso à Série A do Campeonato Brasileiro depois de 28 anos. Além disso, foi artilheiro e um dos principais nomes na conquista do título inédito da Série B, mesmo com uma lesão que o deixou de fora da reta final.

### Chongqing Lifan
Acertou com o Chongqing Lifan, da China, em junho de 2015. Como não era detentor da maior parte dos direitos federativos do jogador, o Joinville foi obrigado a ceder o atacante, por conta de uma cláusula contratual.

### Retorno ao Joinville
Em julho de 2016 retornou ao Joinville, assinando com o tricolor até o final da temporada, com opção de renovação ao final da Série B. Sua segunda passagem pela equipe ficou marcada pelos dois pênaltis que perdeu no dia 8 de novembro, num empate contra o Bragantino, já na reta final da Série B.

### Grêmio
No dia 18 de janeiro de 2017, Jael acertou com o clube gaúcho. No entanto, sofreu uma lesão nos seus primeiros meses e demorou para ter uma sequência pelo Grêmio. Ainda em 2017, no primeiro jogo da final da Libertadores, contra o Lanús foi dele o passe para o meia Cícero fazer 1 a 0 e garantir a vitória na Arena do Grêmio. Jael começou no banco no segundo jogo, mas o tricolor venceu por 2 a 1, com gols de Luan e Fernandinho e, conquistou assim o tricampeonato da Libertadores da América.
Seu primeiro gol marcado pelo Grêmio foi no dia 24 de fevereiro de 2018, numa vitória por 2 a 0 contra o Novo Hamburgo, em jogo válido pelo Campeonato Gaúcho. Jael acabou como destaque da partida com duas assistências e um gol (marcado após mais de um ano no clube). Já no dia 18 de março, o centroavante teve uma atuação de luxo no Grenal pelas quartas de final do Campeonato Gaúcho, ao fazer um golaço de falta e dar uma assistência de ombro. A partida terminou em 3 a 0 em favor dos tricolores.

### FC Tokyo
No dia 13 de fevereiro de 2019, o jogador foi anunciado pelo FC Tokyo, que disputa a J-League, primeira divisão do país, cuja temporada foi iniciada em fevereiro do mesmo ano.

## Estatísticas
Atualizadas até 10 de fevereiro de 2019
| Clube           | Temporada | Campeonato nacional | Campeonato nacional | Copa nacional[a] | Copa nacional[a] | Competições continentais[b] | Competições continentais[b] | Campeonatos estaduais[c] | Campeonatos estaduais[c] | Total | Total |
| Clube           | Temporada | Jogos               | Gols                | Jogos            | Gols             | Jogos                       | Gols                        | Jogos                    | Gols                     | Jogos | Gols  |
| --------------- | --------- | ------------------- | ------------------- | ---------------- | ---------------- | --------------------------- | --------------------------- | ------------------------ | ------------------------ | ----- | ----- |
| Kalmar          | 2010      | 2                   | 0                   | -                | -                | -                           | -                           | -                        | -                        | 2     | 0     |
| Kalmar          | Total     | 2                   | 0                   | -                | -                | -                           | -                           | -                        | -                        | 2     | 0     |
| Bahia           | 2010      | 24                  | 12                  | -                | -                | -                           | -                           | 1                        | 1                        | 25    | 13    |
| Bahia           | 2011      | -                   | -                   | -                | -                | -                           | -                           | 3                        | 2                        | 3     | 2     |
| Bahia           | Total     | 24                  | 12                  | -                | -                | -                           | -                           | 4                        | 3                        | 28    | 15    |
| Portuguesa      | 2011      | 3                   | 1                   | -                | -                | -                           | -                           | 12                       | 6                        | 15    | 7     |
| Portuguesa      | Total     | 3                   | 1                   | -                | -                | -                           | -                           | 12                       | 6                        | 15    | 7     |
| Flamengo        | 2011      | 16                  | 4                   | -                | 56               | 4                           | 0                           | -                        | -                        | 20    | 4     |
| Flamengo        | 2012      | -                   | -                   | -                | -                | -                           | -                           | 2                        | 2                        | 2     | 2     |
| Flamengo        | Total     | 16                  | 4                   | -                | -                | 4                           | 0                           | 2                        | 2                        | 22    | 6     |
| Sport           | 2012      | 1                   | 0                   | 2                | 1                | -                           | -                           | 16                       | 4                        | 19    | 5     |
| Sport           | Total     | 1                   | 0                   | 2                | 1                | -                           | -                           | 16                       | 4                        | 19    | 5     |
| Seongnam        | 2012      | 15                  | 2                   | -                | -                | -                           | -                           | -                        | -                        | 15    | 2     |
| Seongnam        | Total     | 15                  | 2                   | -                | -                | -                           | -                           | -                        | -                        | 15    | 2     |
| São Caetano     | 2013      | 26                  | 11                  | 2                | 0                | -                           | -                           | 7                        | 3                        | 35    | 14    |
| São Caetano     | 2014      | 0                   | 0                   | 0                | 0                | -                           | -                           | 2                        | 0                        | 2     | 0     |
| São Caetano     | Total     | 26                  | 11                  | 2                | 0                | -                           | -                           | 9                        | 3                        | 37    | 14    |
| Joinville       | 2014      | 23                  | 12                  | 2                | 2                | -                           | -                           | 9                        | 5                        | 34    | 19    |
| Joinville       | 2015      | 3                   | 0                   | 1                | 0                | -                           | -                           | 2                        | 0                        | 6     | 0     |
| Joinville       | Total     | 26                  | 12                  | 3                | 2                | -                           | -                           | 11                       | 5                        | 40    | 19    |
| Chongqing Lifan | 2015      | 10                  | 1                   | -                | -                | -                           | -                           | -                        | -                        | 10    | 1     |
| Chongqing Lifan | 2016      | 9                   | 2                   | 0                | 0                | -                           | -                           | -                        | -                        | 9     | 2     |
| Chongqing Lifan | Total     | 19                  | 3                   | 0                | 0                | -                           | -                           | -                        | -                        | 19    | 3     |
| Joinville       | 2016      | 20                  | 7                   | -                | -                | -                           | -                           | -                        | -                        | 20    | 7     |
| Joinville       | Total     | 20                  | 7                   | -                | -                | -                           | -                           | -                        | -                        | 20    | 7     |
| Grêmio          | 2017      | 12                  | 0                   | 0                | 0                | 4                           | 0                           | 3                        | 0                        | 19    | 0     |
| Grêmio          | 2018      | 20                  | 6                   | 3                | 0                | 8                           | 3                           | 14                       | 3                        | 45    | 12    |
| Grêmio          | 2019      | 0                   | 0                   | 0                | 0                | 0                           | 0                           | 3                        | 2                        | 3     | 2     |
| Grêmio          | Total     | 32                  | 6                   | 3                | 0                | 12                          | 3                           | 20                       | 5                        | 67    | 14    |

## Títulos
Goiás
- Campeonato Goiano: 2009

Portuguesa
- Campeonato Brasileiro - Série B: 2011

Joinville
- Campeonato Brasileiro - Série B: 2014

Grêmio
- Copa Libertadores: 2017
- Recopa Sul-Americana: 2018
- Campeonato Gaúcho: 2018 e 2019
- Recopa Gaúcha: 2019